# Arnaud Prétot
Arnaud Prétot (Besançon, 16 augustus 1971) is een voormalig Frans wielrenner die in het verleden uitkwam voor onder meer Chazal, GAN, Crédit Agricole, Cofidis en Festina.

## Erelijst
1995
- 1e etappe Ronde van Poitou-Charentes

1996
- 1e etappe Ronde van Poitou-Charentes

## Resultaten in voornaamste wedstrijden
| Jaar | Ronde van Italië | Ronde van Frankrijk | Ronde van Spanje |
| ---- | ---------------- | ------------------- | ---------------- |
| 1995 |                  |                     | 81e              |
| 1997 |                  | 105e                |                  |
| 1998 |                  |                     | opgave           |
| 1999 |                  |                     |                  |
| 2000 |                  |                     |                  |
| 2001 |                  | opgave              |                  |

| Jaar | Milaan-San Remo | Gent-Wevelgem | Ronde van Vlaanderen |
| ---- | --------------- | ------------- | -------------------- |
| 1995 |                 |               |                      |
| 1997 |                 | 95e           |                      |
| 1998 |                 | 50e           |                      |
| 1999 | 144e            | 110e          | 69e                  |
| 2000 |                 |               | 100e                 |
| 2001 |                 |               |                      |